# Mabel Purefoy FitzGerald
Mabel Purefoy Fitzgerald (Preston Candover, 3 de agosto de 1872 – Oxford, 24 de agosto de 1973) fue una fisióloga británica y patóloga clínica conocida por su trabajo sobre la fisiología de la respiración. Se convirtió en la segunda mujer miembro de la Sociedad Americana de Fisiología en 1913.

## Trayectoria
Mabel Fitzgerald nació en 1872 en Preston Candover cerca de Basingstoke. Fue educada en casa, algo típico de la clase alta y media femenina en su época. En 1895 fallecieron sus padres y Mabel se mudó a Oxford con sus hermanas en 1896. Comenzó de manera autodidacta el aprendizaje de química y biología a partir de libros, además de asistir a clases en la Universidad de Oxford entre 1896 y 1899, a pesar de que entonces las mujeres no podían graduarse. Continuó sus estudios en la Universidad de Copenhague, la Universidad de Cambridge y la Universidad de Nueva York.
Fitzgerald empezó para trabajar con Francis Gotch en el departamento de fisiología en Oxford. Gotch contribuyó a que la Royal Society publicara un artículo de Fitzgerald en 1906. Desde 1904, Fitzgerald trabajó con John Scott Haldane midiendo la tensión del dióxido de carbono en el pulmón humano. Después de estudiar las diferencias entre personas sanas y enfermas, ambos continuaron investigando los efectos de la altitud en la respiración; trabajo por el que son más conocidos. Las observaciones de Fitzgerald sobre los efectos de aclimatación en altura de la tensión de dióxido de carbono y hemoglobina siguen siendo aceptados hoy en día.
En 1907, Fitzgerald obtuvo una beca de movilidad Rockefeller, gracias a la cual pudo trabajar en Nueva York y Toronto. En 1911 participó, junto con C. Gordon Douglas y muchos otros científicos, en una expedición a Colorado dirigida por John Scott Haldane para investigar la respiración humana en altas altitudes. En el verano de 1913 en Carolina del Norte, realizó mediciones en la respiración y la sangre de un total de 43 residentes adultos seleccionados de tres ubicaciones diferentes en la cadena sur de los Apalaches.
Fitzgerald regresó al Reino Unido en 1915 para trabajar como patóloga clínica en la enfermería de Edimburgo, vacante debido a la Primera Guerra Mundial. No publicó más artículos y se mantuvo al margen de la comunidad de fisiología, incluso tras su regreso a Oxford en 1930. En 1961, en el centenario del nacimiento de Haldane, su trabajo fue redescubierto. En 1972, a los 100 años de edad, recibió un grado universitario honorífico de la Universidad de Oxford, 75 años después de que haber asistido a clases allí. También fue nombrada miembro de la Sociedad de Fisiología.

## Publicaciones
Sus publicaciones (Nachlass) se encuentran en la Biblioteca Bodleian.
- FitzGerald, MP; Haldane, JS (1905). «The normal alveolar carbonic acid pressure in man». The Journal of Physiology 32 (5–6): 486-494. PMC 1465735. PMID 16992788. doi:10.1113/jphysiol.1905.sp001095.
- FitzGerald, MP (1913). «The changes in the breathing and the blood at various high altitudes». Philosophical Transactions of the Royal Society of London. Series B, Containing Papers of a Biological Character 203 (294–302): 351-371. doi:10.1098/rstb.1913.0008.
- FitzGerald, MP (1914). «Further observations on the changes in the breathing and the blood at various high altitudes». Proceedings of the Royal Society of London. Series B, Containing Papers of a Biological Character 88 (602): 248-258. Bibcode:1914RSPSB..88..248P. doi:10.1098/rspb.1914.0072.